# Układy paryskie (1954)
Układy paryskie (1954) – porozumienia międzynarodowe podpisane 23 października 1954 r. w Paryżu przez Wielką Brytanię, Francję, Belgię, Holandię, Luksemburg, Stany Zjednoczone, Kanadę oraz Włochy i RFN. Akty zatwierdzone w trakcie konferencji dotyczyły głównie kwestii politycznych i militarnych. Układy weszły w życie 5 maja 1955 r. Spisano w języku angielskim i francuskim, depozytariuszem był rząd belgijski. Zarejestrowane przez Sekretariat ONZ 1 czerwca 1955 r. na podstawie art. 102 Karty ONZ.

## Geneza
Po odmowie ratyfikacji traktatu o EWO we Francji (30 sierpnia 1954 r.) z nową inicjatywą zjednoczeniową wystąpił brytyjski minister spraw zagranicznych, Anthony Eden. Zwołano naradę, której celem miało być rozwiązanie problemów powstałych w związku z fiaskiem projektu Europejskiej Wspólnoty Obronnej. Między innymi nie mógł wejść w życie układ niemiecki z 26 maja 1952 r., który alianci zachodni zawarli z RFN. Przewidywał on formalne zakończenie okupacji Niemiec Zachodnich i przyznanie im suwerennych praw państwowych, a także ich remilitaryzację właśnie pod kontrolą EWO.
Wspomniana narada miała miejsce w Londynie między 28 września a 3 października 1954 r. (z udziałem USA, Kanady, 5 sygnatariuszy Traktatu Brukselskiego, Włoch i RFN). Uczestnicy konferencji zdecydowali, że RFN przystąpi do Traktatu Północnoatlantyckiego, a także, razem z Włochami, do Traktatu Brukselskiego. USA, Wielka Brytania i Francja były zgodne w dążeniu do zakończenia okupacji Niemiec Zachodnich. Przedmiotem dyskusji był natomiast status, praktycznie anektowanego przez Francję, Protektoratu Saary – rozważano m.in. możliwość uczynienia go niepodległym państwem.
Konferencja była kontynuowana w Paryżu w dniach 19–23 października 1954 r., tam też zawarto wiążące porozumienia.

## Główne postanowienia
- Zawarcie układów i protokołów znoszących okupacyjny status RFN, podpisane przez USA, Wielką Brytanię, Francję i RFN. Republice Federalnej przyznano prawo do posiadania armii, z wyłączeniem broni masowej zagłady. Znacznie zredukowano nałożone wcześniej ograniczenia na zachodnioniemiecki potencjał militarny i przemysłowy. Utrzymano natomiast stacjonowanie wojsk Paktu Północnoatlantyckiego na terenie RFN, a okupujące mocarstwa zachowały pewne uprawnienia wobec Niemiec Zachodnich aż do 1990 r. (Konferencja dwa plus cztery).
- Państwa członkowskie NATO podpisały rezolucję postanawiającą o włączeniu RFN do struktur Sojuszu Północnoatlantyckiego.
- Włochy, RFN i sygnatariusze Traktatu Brukselskiego podpisali protokoły modyfikujące i uzupełniające jego postanowienia. Unia Zachodnia została przekształcona w Unię Zachodnioeuropejską (UZE), a Włochy i RFN stały się nowymi członkami tej organizacji. Wprowadzono regułę ścisłej współpracy z NATO przy wykonywaniu postanowień zmodyfikowanego Traktatu Brukselskiego.
- Władze zachodnioniemieckie zobowiązano do dostarczenia UZE i NATO kontyngentu wojskowego w sile dwunastu dywizji oraz do rozwiązywania środkami pokojowymi spornych problemów z sąsiadami.
- Francja i RFN zawarły porozumienie o przeprowadzeniu plebiscytu w sprawie przekazania Zagłębia Saary pod protektorat EWWiS (referendum odbyło się w 1955 r., a mieszkańcy opowiedzieli się za włączeniem terytorium Saary do Niemiec Zachodnich).

## Skutki
W odpowiedzi ZSRR uznał za zerwane Traktat brytyjsko-radziecki (1942) i odpowiedni układ francusko-radziecki (1944). W 1955 zawarty został Układ Warszawski.